# Década de 1850
Séculos: Século XVIII - Século XIX - Século XX
Décadas: 1820 1830 1840 - 1850 - 1860 1870 1880
Anos: 1850 - 1851 - 1852 - 1853 - 1854 - 1855 - 1856 - 1857 - 1858 - 1859